# Sanicula tienmusis
Sanicula tienmusis là một loài thực vật có hoa trong họ Hoa tán. Loài này được Shan & Constance miêu tả khoa học đầu tiên.